# هاجر الخالدی
هاجر الخالدی (انگلیسی: Hajar Al-Khaldi؛ زادهٔ ۱۷ مارس ۱۹۹۵) دونده سرعت زن اهل بحرین است.